# Campionati europei juniores di biathlon 2017
I Campionati europei juniores di biathlon 2017 sono la 2ª edizione della manifestazione. Si sono svolti a Nové Město na Moravě, in Repubblica Ceca, dal 1 al 5 febbraio 2017.
I campionati costituiscono una tappa del circuito di IBU Junior Cup, il circuito giovanile del biathlon mondiale, per il quale assegnano punti; ne consegue che possano iscriversi anche atleti non europei; la classifica del campionato viene poi stilata considerando solamente gli atleti europei iscritti, mentre quella della gara è valevole per le classifiche del circuito cadetto.

## Podi

### Uomini
| Evento              | Oro              | Tempo   | Argento          | Tempo   | Bronzo          | Tempo   |
| 10 km sprint        | Nikita Poršnev   | 27:26.8 | Sebastian Trixl  | 27:28.2 | Anton Dudchenko | 27:34.3 |
| 12.5 km insegumento | Milan Žemlička   | 36:06.6 | Ondřej Šantora   | 36:22.2 | Anton Dudchenko | 36:30.8 |
| 15 km individuale   | Igor Malinovskii | 39:56.3 | Kirill Streltsov | 41:42.9 | Anton Smol'ski  | 42:01.9 |

### Donne
| Evento              | Oro              | Tempo   | Argento             | Tempo   | Bronzo           | Tempo   |
| 7,5 km sprint       | Markéta Davidová | 22:24.2 | Valeriia Vasnetcova | 22:42.0 | Kamila Żuk       | 22:49.9 |
| 10 km inseguimento  | Markéta Davidová | 33:40.7 | Megan Bankes        | 33:42.7 | Ksenia Zhuzhgova | 33:48.4 |
| 12.5 km individuale | Anna Weidel      | 42:00.3 | Myrtille Bègue      | 42:11.0 | Markéta Davidová | 42:38.3 |

## Medagliere
| Pos.   | Nazione     | Oro | Argento | Bronzo | Totale |
| ------ | ----------- | --- | ------- | ------ | ------ |
| 1      | Rep. Ceca   | 3   | 1       | 1      | 5      |
| 2      | Russia      | 2   | 2       | 1      | 5      |
| 3      | Germania    | 1   | 0       | 0      | 1      |
| 4      | Austria     | 0   | 1       | 0      | 1      |
| 4      | Canada      | 0   | 1       | 0      | 1      |
| 4      | Francia     | 0   | 1       | 0      | 1      |
| 7      | Ucraina     | 0   | 0       | 2      | 2      |
| 8      | Bielorussia | 0   | 0       | 1      | 1      |
| 8      | Polonia     | 0   | 0       | 1      | 1      |
| Totale | Totale      | 6   | 6       | 6      | 16     |